# 本庄大介
本庄 大介（ほんじょう だいすけ、1963年10月7日 - ）は、日本の実業家。伊藤園代表取締役社長。東京都出身。

## 来歴
伊藤園の創業者本庄正則の長男として、東京都に生まれる。
1987年に早稲田大学政治経済学部を卒業し、伊藤園に入社。
1990年7月に取締役、1997年5月に常務取締役、2000年5月に専務取締役に、それぞれ就任 。2002年7月、代表取締役副社長に就任。
2009年5月、代表取締役社長に就任した。